# Álbum de la zarzuela
El Álbum de la zarzuela es una obra de Eduardo Vélaz de Medrano, publicada por primera vez en 1857.

## Descripción
| «La zarzuela es un género de espectáculo que en todos tiempos ha agradado en España, sobre todo á la clase popular, ya sea por la sencillez y originalidad de su música, ya porque para que agrade un chiste ó conmueva una idea, es preciso conprenderla» —Vélaz de Medrano, en la reseña histórica sobre la zarzuela |

Dirigido por Eduardo Vélaz de Medrano, contó con la colaboración de diversos poetas y compositores, entre los que se cuentan Juan de Castro, T. Guerrero, T. R. Rubí, Manuel Bretón de los Herreros, Gertrudis Gómez de Avellaneda, Ramón de Campoamor, Francisco Martínez de la Rosa, Francisco Camprodón, Juan Antonio Viedma, Antonio Arnao, Ramón de Navarrete, Carlos Navarro y Rodrigo, Julio Nombela, Carlos Frontaura, Narciso Serra, A. Flores, Jerónimo Morán, Mariano Pina, Ventura Ruiz Aguilera, Antonio García Gutiérrez y Ventura de la Vega. Incluye, asimismo, un listado de «autores que en nuestros días han escrito zarzuelas para los teatros de Madrid» y otro de los «artistas que en los teatros de la corte han tomado parte en la representación de las obras de dichos autores», así como una descripción del teatro de la zarzuela, un apéndice y música, toda ella inédita. La primera edición, de noventa y dos páginas y con tres láminas, se publicó en Madrid en 1857, en la imprenta de Antonio Aoiz.